# Стшельці-Опольські
Стшельці-Опольські (пол. Strzelce Opolskie, нім. Groß Strehlitz) — місто в південно-західній Польщі, на Сілезькій височині.
Адміністративний центр Стшелецького повіту Опольського воєводства.

## Демографія
Демографічна структура станом на 31 березня 2011 року:
|          | Загалом | Допрацездатний вік | Працездатний вік | Постпрацездатний вік |
| -------- | ------- | ------------------ | ---------------- | -------------------- |
| Чоловіки | 9070    | 1624               | 6457             | 989                  |
| Жінки    | 9798    | 1549               | 5996             | 2253                 |
| Разом    | 18868   | 3173               | 12453            | 3242                 |